# Myioborus castaneocapillus
La candelita de tepui o candelita gorjeadora (Myioborus castaneocapillus) es una especie de ave paseriforme de la familia Parulidae que vive en el norte de Sudamérica.

## Descripción
La candelita de tepui mide una media de 13 centímetros de largo. Los machos tienen alas de 6,2 a 7 cm, y las hembras de 5,9 a 6,5 cm. Las partes superiores de su cuerpo son de color pardo oliváceo con el píleo castaño rojizo, mientras que sus partes inferiores son amarillas. Su cola es negra con los laterales y la base inferior blancos. Presentan una lista loral y anillos oculares blancos.

## Distribución y hábitat
Se encuentra en las selvas húmedas de montaña y zonas abiertas de matorral de los tepuis del sur de Venezuela, el oeste de Guyana y el extremo norte de Brasil, entre los 1200 y 2200 m de altitud.

## Taxonomía
Fue descrita científicamente por el ornitólogo alemán Jean Cabanis en 1849 como una subespecie de la candelita coronicastaña (Myioborus brunniceps), de aspecto muy similar, y aunque sin duda están emparentadas, debido a que tienen cantos distintos y áreas de distribución alejadas se separaron en especies distintas. Además de con Myioborus brunniceps está cercanamente emparentada con la candelita de Paria (Myioborus Paria), la candelita cariblanca (Myioborus albifacies) y la candelita de Cardona (Myioborus cardonai).
Se reconocen tres subespecies de candelita de tepui:
- M. c. castaneocapillus (Cabanis, 1848);
- M. c. duidae (Chapman, 1929);
- M. c. maguirei (Phelps, Sr y Phelps, Jr, 1961).